# Smolasta luknjičarka
Smolasta luknjičarka (znanstveno ime Picipes badius) je gliva iz rodu luknjičark (Picipes). Ime izvira iz latinskih besed Picipes pomeni "črna noga" in izhaja iz 'pici' – katran in 'pes' – noga ter se nanaša na temno dnišče beta. Badius pomeni rdečkasto rjav in se nanaša na barvo klobuka.

## Značilnosti
Klobuk ima v premeru od 4 do 20 cm. Je ledvičaste oblike, široko izbočen z lijasto vdolblino. Površina je suha in gola, običajno temno rdečkasto rjava do temno rjava, vendar bolj bleda proti robu, včasih pa bleda z rdečkasto rjavo sredino. S starostjo počasi črni od sredine navzven. Pogosto je videti rahlo progasta.
Trosovnica je sestavljena iz zelo majhnih okroglih luknjic, ki so skoraj nevidne brez povečevalnega stekla. Njihova gostota je 4 do 6 na mm. Potekajo po betu navzdol. Najprej so bele barve, kasneje postanejo umazano belkaste do rjavkaste. Težko se jih loči od klobuka.
Bet pogosto ni pritrjen sredinsko na klobuk. Dolg je od 1 do 4 cm in širok od 0,5 do 2 cm. Na vrhu je bele barve, proti dnišču postane temno rjav do črn in žameten.
Meso je belo, tanko, na zraku ne spremeni barve. Ima rahlo grenak okus in neizrazit vonj.

## Razširjenost in življenjski prostor
Svetovljanska vrsta, razširjena po vsemu svetu. Raste kot gniloživka na odmrlem lesu listavcev. Običajno se pojavi, ko lubje že začne razpadati, in na lesu povzroča belo gnilobo. Raste samostojno ali v skupinah, spomladi in jeseni, v toplejših podnebjih tudi čez zimo.

## Mikroskopske značilnosti
Trosni odtis je bele barve. Trosi so elipsaste oblike, gladki in merijo 6–8 x 2–4 μm. Hifni sistem je dimitičen, kar pomeni, da vsebuje generativne in skeletne hife.

## Podobne vrste
- mekinasta luknjičarka (Picipes melanopus)
- luskati luknjičar (Cerioporus squamosus)
- raznolični satovničar (Cerioporus leptocephalus)

## Uporabnost
Neužitna.